# Qualicum Beach
Qualicum Beach ist eine kanadische Stadt in der Provinz British Columbia. Sie liegt an der Ostküste der Pazifikinsel Vancouver Island und gehört zum Regionaldistrikt von Nanaimo. Auf einer Fläche von 17,98 km² lebten 2011 8.687 Einwohner.

## Geschichte
Die Gegend um Qualicum Beach wurde erst in der zweiten Hälfte des 19. Jahrhunderts besiedelt. Die Hudson’s Bay Company gründete 1852 im Süden von Vancouver Island Victoria und wenig später Nanaimo. Auf der Suche nach neuen Fangmöglichkeiten von Tieren für den Pelzhandel versuchte man, an die Westküste von Vancouver Island zu gelangen. Einen guten Ausgangspunkt dazu bildete die Gegend um das heutige Qualicum Beach. Diese Route wird auch noch heute mit dem Alberni Highway genutzt und folgt dem Qualicum River.
Eine erste Straße wurde 1886 in die westlich gelegene Siedlung Parksville gebaut und 1894 nach Qualicum Beach erweitert. Dasselbe erfolgte mit der Eisenbahn, die 1910 in Parksville und 1914 in Qualicum Beach ankam.
Aufgrund des Bevölkerungswachstums der Siedlung wurde das Dorf Qualicum Beach dann formal im Jahr 1942 gegründet, Stadtrechte erhielt der Ort 1983.

## Geographie und Klima
Qualicum Beach liegt auf Vancouver Island, einer Insel, die der Pazifikküste Kanadas vorgelagert ist. Die Stadt liegt an der Ostküste der Insel und wird daher durch das ozeanische Klima beeinflusst. Dies hat zu allen Jahreszeiten milde Temperaturen zur Folge.
|                        | Jan   | Feb   | Mär   | Apr  | Mai  | Jun  | Jul  | Aug  | Sep  | Okt   | Nov   | Dez   |   |         |
| Mittl. Temperatur (°C) | 3,0   | 4,0   | 5,6   | 8,3  | 11,7 | 14,5 | 16,8 | 16,6 | 13,4 | 9,1   | 5,4   | 3,3   | ⌀ | 9,3     |
| Mittl. Tagesmax. (°C)  | 5,7   | 7,3   | 9,5   | 12,7 | 16,4 | 19,1 | 22,0 | 21,8 | 18,4 | 13,0  | 8,3   | 5,8   | ⌀ | 13,4    |
| Mittl. Tagesmin. (°C)  | 0,3   | 0,8   | 1,6   | 3,9  | 7,0  | 9,9  | 11,6 | 11,3 | 8,4  | 5,2   | 2,4   | 0,7   | ⌀ | 5,3     |
|                        |       |       |       |      |      |      |      |      |      |       |       |       |   |         |
| Niederschlag (mm)      | 193,4 | 163,6 | 118,1 | 68,9 | 50,9 | 47,3 | 28,0 | 36,9 | 51,7 | 137,5 | 218,0 | 199,9 | Σ | 1.314,2 |
|                        |       |       |       |      |      |      |      |      |      |       |       |       |   |         |
| Regentage (d)          | 18,3  | 17,1  | 17,3  | 14,3 | 11,9 | 10,0 | 6,1  | 7,1  | 8,8  | 15,0  | 19,1  | 16,7  | Σ | 161,7   |

| 0,3 |

| 0,8 |

| 1,6 |

| 3,9 |

| 7,0 |

| 9,9 |

| 11,6 |

| 11,3 |

| 8,4 |

| 5,2 |

| 2,4 |

| 0,7 |

| 0,3 |

| 0,8 |

| 1,6 |

| 3,9 |

| 7,0 |

| 9,9 |

| 11,6 |

| 11,3 |

| 8,4 |

| 5,2 |

| 2,4 |

| 0,7 |

| N i e d e r s c h l a g | 193,4 | 163,6 | 118,1 | 68,9 | 50,9 | 47,3 | 28,0 | 36,9 | 51,7 | 137,5 | 218,0 | 199,9 |
|                         | Jan   | Feb   | Mär   | Apr  | Mai  | Jun  | Jul  | Aug  | Sep  | Okt   | Nov   | Dez   |

## Politik
Der Gemeinde steht ein Bürgermeister (Mayor) vor: Teunis Westbroek. Dieser wird von einem Rat (Council) unterstützt, der außer dem Bürgermeister noch vier weitere gewählte Mitglieder hat.
Die Stadt wird im Parlament von British Columbia durch Ron Cantelon von der British Columbia Liberal Party vertreten (Wahlkreis: Parksville-Qualicum), auf Bundesebene vertritt James Lunney von der Konservativen Partei Kanadas den Wahlkreis Nanaimo-Alberni.

## Kultur
Der kanadische Dichter, Schriftsteller und Maler Joe Rosenblatt lebt und arbeitet seit über zwei Jahrzehnten in Qualicum Beach.

## Verkehr
Durch Qualicum Beach führt der Old Island Highway, der heute als Highway 19A ausgewiesen wird. Dieser wurde bereits Anfang des 20. Jahrhunderts gebaut, wurde jedoch durch einen vierspurigen modernen Freeway ca. 3 km im Landesinnern, Highway 19, ersetzt. Highway 19 erschließt beinahe die komplette Ostküste der Insel von Port Hardy im Norden bis Nanaimo im Süden. Darüber hinaus beginnt in Qualicum Beach Highway 4, der in westlicher Richtung quer über die ganze Insel führt. Dieser sogenannte Alberni-Highway erschließt die Städte Port Alberni und Tofino.
Der Flughafen Qualicum Beach bietet Flüge nach Vancouver und die Möglichkeit, kleinere Inseln anzufliegen.
Öffentlicher Personennahverkehr wird örtlich und regional durch Buslinien des „Regional District of Nanaimo Transit System“ angeboten, welches von BC Transit in Kooperation betrieben wird. Dazu gehören neben Verbindungen nach Nanaimo auch Verbindungen zum Campus der Vancouver Island University, dem Flughafen Nanaimo und dem Departure Bay Ferry Terminal. Die Buslinien verbinden die Gemeinde auch mit Lantzville und Parksville.
In Qualicum Beach gibt es eine Museumsbahn, die von Via Rail betrieben wird.

## Trivia
Ein Minensuchboot der Navy im Zweiten Weltkrieg wurde auf HMS Qualicum getauft.

## Bilder

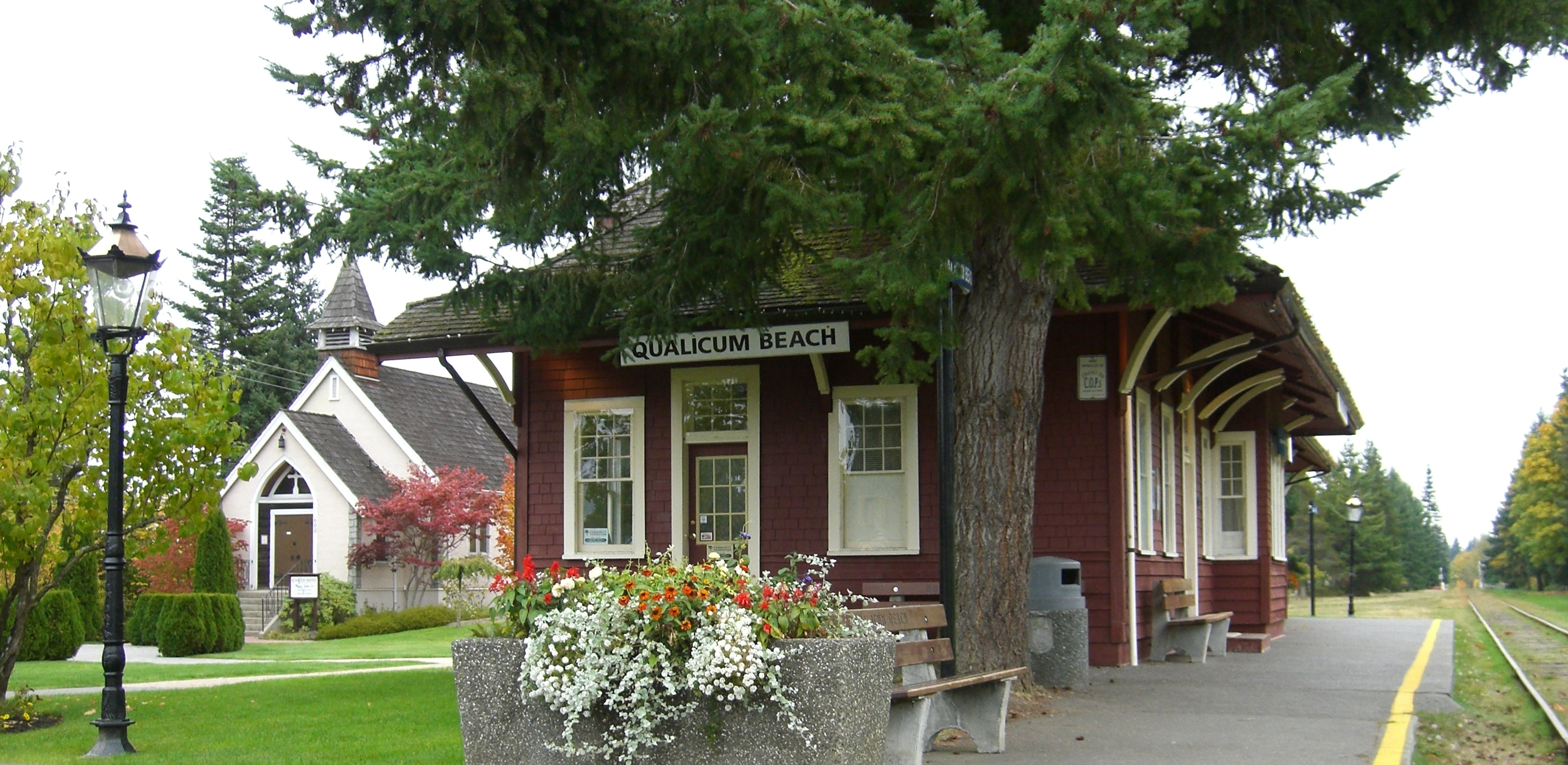
Der ehemalige Bahnhof (Railway Station), Qualicum Beach
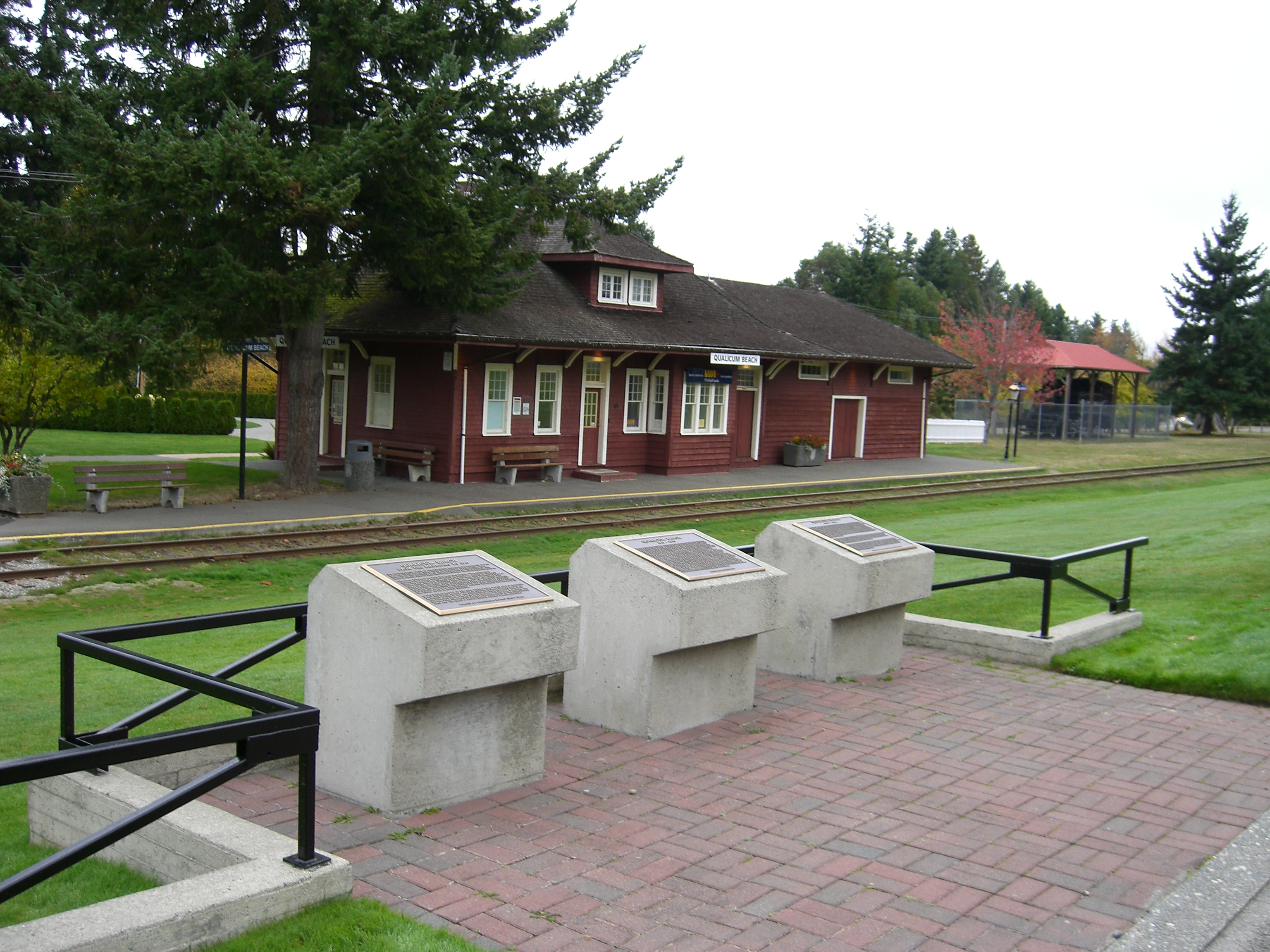
1992 History Monuments, 50th anniversary of Qualicum Beach
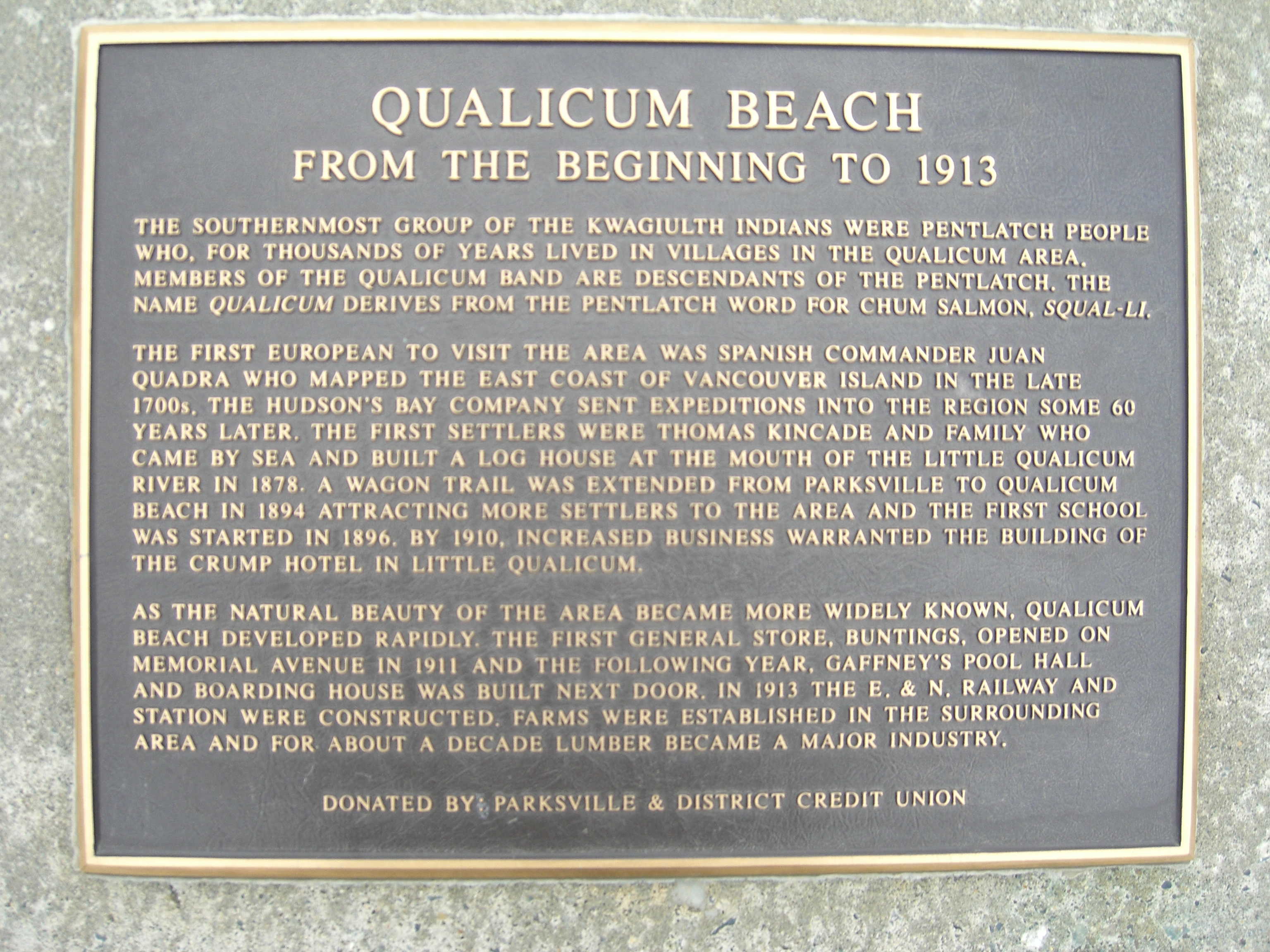
From the beginning to 1913
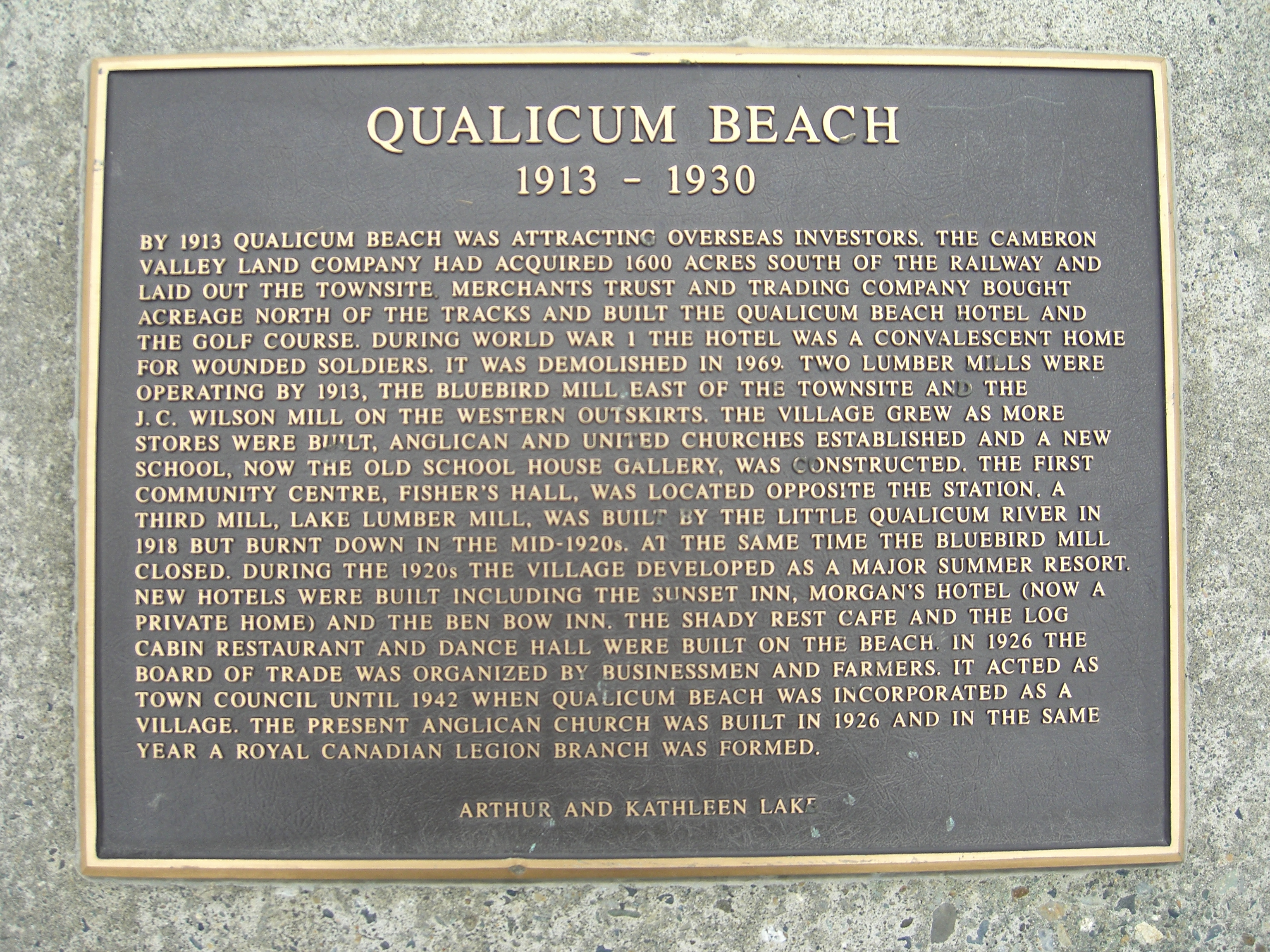
From 1913 to 1930
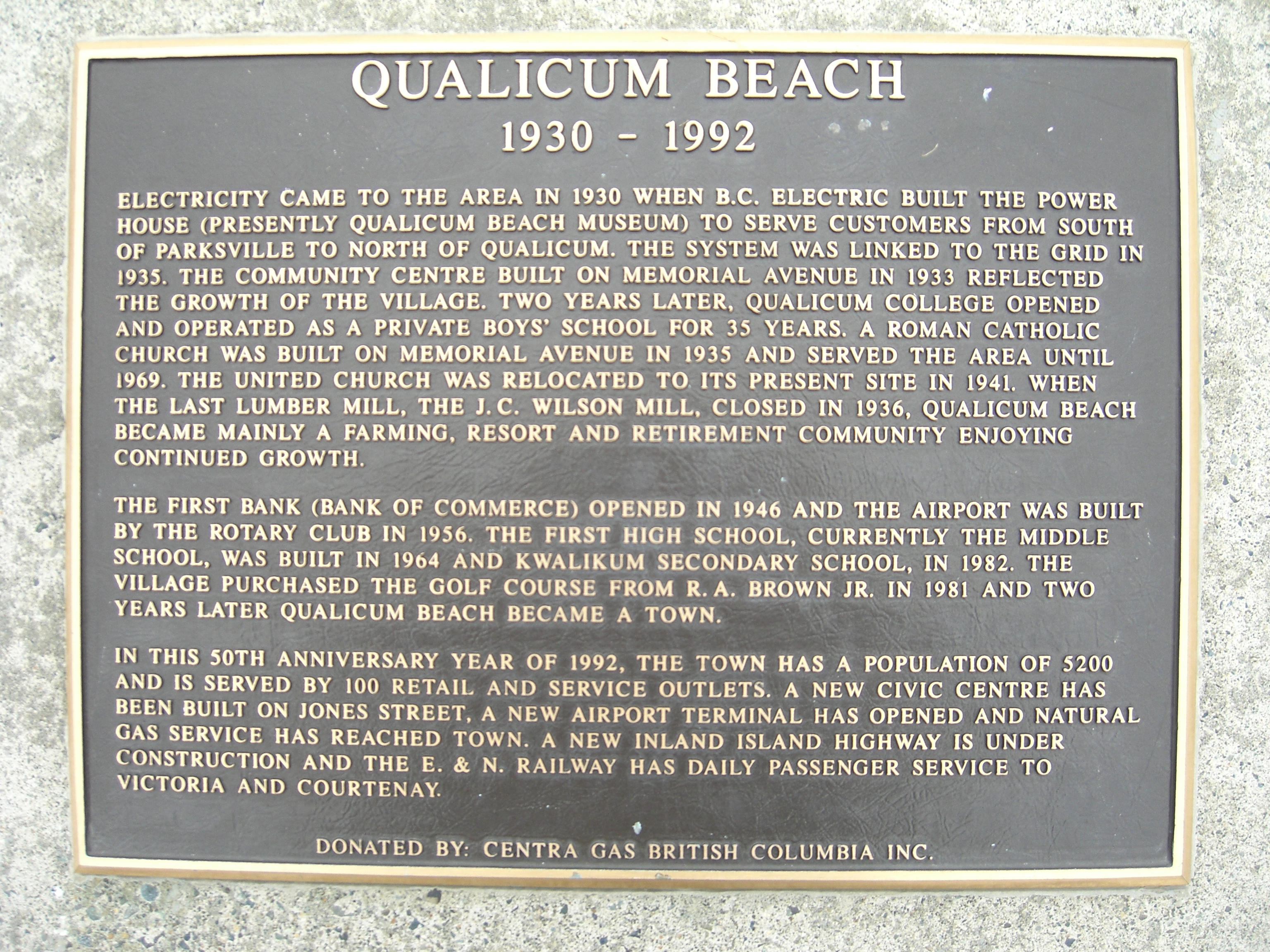
From 1930 to 1992